# Roman Romańczuk
Roman Romańczuk (ur. 1965 we Wrocławiu) – polski bard z kręgu piosenki autorskiej i poezji śpiewanej, wokalista, gitarzysta, kompozytor, autor tekstów, pedagog (nauczyciel śpiewu). Członek Stowarzyszenia Autorów ZAiKS.

## Kariera muzyczna
Absolwent Uniwersytetu Wrocławskiego. Oprócz wykonywania własnych autorskich piosenek, popularyzuje utwory duetu Simon & Garfunkel w polskiej wersji językowej. Uczestnik i laureat wielu festiwali spod znaku piosenki studenckiej, takich jak: FAMA w Świnoujściu, SMAK w Myśliborzu, FPA OPPA w Warszawie oraz Festiwalu Piosenki Studenckiej w Krakowie. Poza tym laureat Złotej Dziesiątki OMPP (1986) i KFPP w Opolu (1989). Wystąpił także na festiwalu Chrypa '91 w Krakowie podczas koncertu Przyjaciele z minionych lat, który odbył się dn. 13 grudnia 1991 roku i którego fragmenty m.in. z jego występu ukazały się na kasecie magnetofonowej pt. Prowadź nas... (1991). Znalazły się tam następujące piosenki artysty, lub z jego repertuaru, a mianowicie: Poeta, Wigilia codzienna, The Boxer (utwór autorstwa Paula Simona) i Cyganeria. Umiejętności wokalne i pedagogiczne doskonalił, biorąc udział w warsztatach i lekcjach pod okiem m.in. prof. Aleksandra Bardiniego, Ewy Mentel, Krzysztofa Heeringa, Krystyny Prońko i Janusza Kondratowicza. Od 1989 roku wraz z Leszkiem Kopciem pomysłodawca i wieloletni współtwórca audycji pt. Muzyczna Cyganeria na antenie w PR Wrocław, gdzie prezentowana jest piosenka autorska, poetycka i turystyczna (jego piosenka Cyganeria, po dziś dzień jest sygnałem rozpoczynającym program). Współpracował z wrocławskim Teatrem Muzycznym „Capitol”. Od wielu lat jest nauczycielem śpiewu i prowadzi Klub Piosenki „Debiut”. Jego wychowankowie, zarówno soliści jak i zespoły wokalne, wielokrotnie zdobywali główne nagrody na Międzynarodowym Dziecięcym Festiwalu Piosenki i Tańca w Koninie. Ponadto kształcą się u niego także dorośli – amatorzy jak i profesjonalni piosenkarze. Jest także pomysłodawcą, organizatorem, i dyrektorem Ogólnopolskiego Festiwalu Piosenki Dziecięcej „Budzik”. Nagrał dwa autorskie albumy: The Sound of Simon (1995) i Za pięć dwunasta (1997) z takimi utworami jak m.in. Kołysanka dla Van Gogha, Ballada o statusiałym i dzieciatej, czy Ja nie chcę być poetą (oryg. Ja chciałbym być poetą do słów Andrzeja Bursy), a także trzy płyty z piosenkami dla dzieci i młodzieży, tj.: Śpiewaj z nami, Śpiewać chcę i Szuflada tajemnic. 20 listopada 2010 roku po 12 latach nieobecności na studenckiej scenie, wystąpił na VI Wrocławskim Przeglądzie Kultury Studenckiej, prezentując program z piosenkami Simona & Garfunkela w polskojęzycznej wersji (m.in. Homeward Bound – pol. Dom, który moją puentą, czy The Boxer – pol. Bokser).